# Hans Lipschütz
Hans Lipschütz, eigentlich Hans Lüpschütz (geb. 1. September 1877 in Berlin; gest. 3. Juli 1942 ebenda), war ein deutscher Schauspieler bei Bühne und Film und ein Bühnenregisseur.

## Leben und Wirken
Lipschütz begann seine Bühnenlaufbahn im Alter von 18 Jahren am Konstanzer Stadttheater. In der Spielzeit 1896/97 wirkte er am Stadttheater Stralsund, 1898/99 am Centralhallen-Theater in Hamburg. Zur Jahrhundertwende, in der Spielzeit 1899/1900, folgte Lipschütz einem Ruf nach Stettin. Von 1900 bis 1902 war er Ensemblemitglied des Zürcher Stadttheaters. Anschließend blieb Hans Lipschütz in der Schweiz und wurde Co-Direktor und Oberspielleiter am Stadt- und Aktientheater in Sankt Gallen. Danach kehrte er nach Deutschland zurück und schloss sich dem Deutsch-Amerikanischen Theater Berlins an. Von 1907 bis 1912 war er ans Neue Schauspielhaus verpflichtet, unterbrochen von einer Spielzeit am Theater an der Spree und einer weiteren als Schauspieler und Regisseur am Kölner Residenz-Theater. 1912 wechselte er ans Theater am Nollendorfplatz der Reichshauptstadt und blieb dort zwei Spielzeiten. Den Ersten Weltkrieg verbrachte Lipschütz fast vollständig als Regisseur und Schauspieler am Mellini-Theater in Hannover. Zwischendurch (1915/16) führte ihn ein Abstecher an das Magdeburger Zentraltheater.
Zu Beginn der Weimarer Republik wurde Hans Lipschütz zunächst als Regisseur, später auch als Oberspielleiter und Schauspieler an das Neue Luisentheater ins ostpreußische Königsberg geholt. Bis 1923 wirkte er anschließend als Schauspieler und künstlerischer Leiter des Walhalla-Theaters in Berlin. In dieser Zeit trat Lipschütz auch häufig vor Stummfilmkameras, ohne jedoch größeren Eindruck zu hinterlassen. Nach seiner Tätigkeit als Schauspieler am Theater in der Klosterstraße (Berlin) wechselte Lipschütz mehr und mehr in leitende und Verwaltungsposten in der Theaterwelt. Von 1927 bis 1929 war er Direktor und Oberspielleiter am Theater des Westens, von 1929 bis 1933 Co-Direktor und Regisseur am Metropol-Theater der Gebrüder Alfred und Fritz Rotter. Zeitgleich, zwischen 1929 und 1932, leitete Lipschütz überdies das Centraltheater in Dresden.
In den frühen Tonfilmjahren kehrte Hans Lipschütz nach längerer Abwesenheit auch wieder vor die Kamera zurück. Nach dem kleinen Part eines Gerichtsvollziehers in dem Streifen Keinen Tag ohne Dich, der einherging mit der Machtübernahme durch die Nationalsozialisten, wurde der Jude Lüpschütz/Lipschütz komplett von weiteren künstlerischen Aktivitäten ausgesperrt. Er schloss sich dem Kulturbund Deutscher Juden Berlin an und trat in kleinen Stücken bzw. Revuen wie Die Bettenstudenten: So ein Theater! (1935), Bitte einsteigen! (1937), Der Pojaz (1937) und Das Extemporale (1938) auf. Anschließend wirkte Lipschütz an der Schauspielbühne des Kulturbundes in solchen Stücken wie Arm wie eine Kirchenmaus (1938), Das Wintermärchen (1939) und zuletzt Shakespeares Der Widerspenstigen Zähmung (1940) mit. Nach der Auflösung des Kulturbundes durch die Nationalsozialisten (1941) war Lipschütz, der weiterhin in der Reichshauptstadt blieb, vollständig isoliert. Dort starb er Anfang Juli 1942 unter nicht bekannten Umständen.

## Filmografie
- 1920: Materia – Club der Toten
- 1921: Kämpfende Herzen
- 1921: Dämonische Treue
- 1922: Der einzige Zeuge
- 1922: Marie Antoinette
- 1924: Colibri
- 1925: Im Strudel des Verkehrs
- 1926: Wenn Menschen irren
- 1931: Opernredoute
- 1932: Der Orlow
- 1932: Glück über Nacht
- 1933: Keinen Tag ohne Dich